# Ga Yangjeong (Namyangju)
Ga Yangjeong là ga trên Tuyến Jungang ở Namyangju.

## Bố trí ga
| ↑ Donong |
| ２ \| １ |
| Deokso ↓ |

| 1 | ● Tuyến Gyeongui–Jungang | → Hướng đi Jipyeong → |
| 2 | ● Tuyến Gyeongui–Jungang | ← Hướng đi Munsan     |